# Wilhelm Keil

Wilhelm Keil

Wilhelm Keil (* 24. Juli 1870 in Helsa, Kurhessen; † 5. April 1968 in Ludwigsburg) war ein deutscher Drechsler, Redakteur und Politiker (SPD).

## Leben und Beruf
Nach dem Besuch der Volksschule in Helsa absolvierte Keil von 1884 bis 1887 eine Drechslerlehre in Kassel. Als Geselle ging er von 1888 an auf die Walz durch Norddeutschland, England und Belgien.
Das erste Ziel seiner Wanderschaft war Hannover. Dort begegnete er Carl Legien (1861–1920, von 1893 bis 1898 sowie von 1903 bis 1920 Reichstagsabgeordneter), der auf einer Versammlung über die Missstände im Drechslergewerbe sprach. Nach dieser Begegnung wurde Keil Mitglied der kurz zuvor gegründeten 'Vereinigung der Drechsler Deutschlands' (Zahlstelle Hannover). In dieser Vereinigung widmete man sich der beruflichen Weiterbildung und der Diskussion gewerkschaftspolitischer Fragen. Von Hannover aus wanderte er weiter über Hamburg und London nach Köln. Dort lernte er Paul Umbreit kennen, dessen Vater ein Freund August Bebels war. Umbreit brachte Keil mit der Gedankenwelt des Sozialismus in Kontakt. Keil zog über Koblenz nach Elberfeld, wo er zusammen mit Paul Umbreit neben seiner Arbeit als Drechsler mehr und mehr mit politischen und gewerkschaftlichen Aufgaben in Berührung kam. Hier verfolgte er Ende 1889 den Geheimbundprozess, dessen Hauptangeklagter August Bebel war. Das Lesen der Protokolle dieses Hochverratsverfahrens beeindruckte ihn mehr als die Schriften des wissenschaftlichen Sozialismus. In Mannheim, dem nächsten Ziel seiner Wanderschaft, begannen Keils „politische Lehrjahre“, er fing an selbst politisch aktiv zu werden.
1892 wurde Keil für die Dauer von zehn Wochen zu einer militärischen Übung eingezogen. In diese Zeit fiel die Begegnung mit Wilhelm Liebknecht, der nach seiner Rückkehr vom französischen Sozialistenkongress auf einer öffentlichen Versammlung in Mannheim sprach. Dort wurde ihm Keil als „junger Soldat der Revolution“ vorgestellt. Die Begegnungen mit führenden Sozialdemokraten (er traf später auch Ignaz Auer, Paul Singer und Georg von Vollmar; Keil nannte sie in einem Aufsatz 1952 „Die großen Alten die mich fesselten“) stärkten sein politisches Engagement. Obwohl in Baden ein freiheitlicheres politisches Klima herrschte als im damaligen Preußen, wurde Keil in Mannheim als Drechslergeselle gemaßregelt und auf eine schwarze Liste gesetzt, was Arbeitslosigkeit bedeutete. Im Jahre 1892 wurde er für die Dauer von zehn Wochen zu einer militärischen Übung eingezogen. Nach seiner Entlassung fand Keil 1893 kurzfristig Arbeit als Aushilfe bei der 'Volksstimme' in Mannheim. Anschließend übernahm er Aushilfsarbeiten beim Hauptvorstand des Holzarbeiterverbandes und bereiste in dessen Auftrag als Agitationsredner Südwestdeutschland. In diesen Jahren lernte er Theodor Leipart näher kennen und traf auch mit Karl Kautsky und Clara Zetkin zusammen. Während dieser Zeit als Angestellter der Ortskrankenkasse Mannheim Ende 1894 bis Anfang 1896 begann er Beiträge für Partei- und Gewerkschaftszeitungen zu aktuellen politischen Fragen zu verfassen, so u. a. für die von Clara Zetkin herausgegebene „Gleichheit“. Bruno Schoenlank machte ihn zum ständigen Mitarbeiter der Leipziger Volkszeitung für die badische Region. 1896 holte ihn der Landesvorstand der württembergischen Sozialdemokraten in die Redaktion der Schwäbische Tagwacht, deren politische Leitung ihm 1902 übertragen wurde.
Nach der Machtübernahme der Nationalsozialisten zog sich Keil ins Privatleben zurück und schrieb seine Memoiren, die 1947/1948 erschienen. Nach dem Zweiten Weltkrieg war er Mitglied zahlreicher Vorstände und Gremien, u. a. Vorsitzender der Arbeitsgemeinschaft für Kriegsgefangenenfragen und seit 1949 Mitglied des Deutschen Rates der Europäischen Bewegung. Zeitweilig war er Aufsichtsratsvorsitzender der Bausparkasse Wüstenrot.

## Partei
Im Jahr 1887 wurde Keil Mitglied der SAP, der Vorgängerpartei der SPD. Während seiner Wanderschaft machte er Bekanntschaft mit verschiedenen Führungskräften der SAP bzw. SPD, u. a. 1888 in Hannover mit Carl Legien, der ihn mit einer Rede über die Missstände im Drechslerhandwerk überzeugte. 1896 holte ihn der Landesvorstand der württembergischen Sozialdemokraten in die Redaktion der sozialdemokratischen Schwäbischen Tagwacht aus Stuttgart, deren politische Leitung ihm 1902 übertragen wurde. Während seiner Zeit als Chefredakteur blieb Keil umstritten. Das hatte seine Ursache in der Tatsache, dass Keil sehr rasch zu einer der Führungspersönlichkeiten des eher gemäßigt reformerischen Flügels der Partei avancierte. Die Flügelkämpfe eskalierten mit Ausbruch des Ersten Weltkriegs und der Burgfriedenspolitik, der sich auch die große Mehrheit der SPD-Reichstagsfraktion anschloss und die sich in ihrer Zustimmung zu den Kriegskrediten äußerte, was in der internationalen sozialistischen Bewegung wie auch von Vertretern der Parteilinken als Verrat an sozialistischen Grundprinzipien gedeutet wurde. Auch die Schwäbische Tagwacht-Redakteure Arthur Crispien, Edwin Hörnle und Jakob Walcher waren bei ihrer oppositionellen Haltung in dieser Frage geblieben und verschafften dieser Position, auch wenn auf Grund des Kriegsrechts eine offen ablehnende Haltung unmöglich geworden war, auf die Weise Gehör, indem sie Nachrichten gezielt auswählten, zwischen den Zeilen Hinweise gaben und auf Berichterstattung für den Krieg verzichteten. Dieser Zustand wie auch die oppositionelle Haltung des sich auf die Arbeiter der Stuttgarter Großbetriebe stützenden Stuttgarter SPD-Ortsverbands, der Karl Liebknecht als Redner eingeladen und diesem das Versprechen abgenommen hatte, bei der nächsten Abstimmung gegen die Kriegskredite zu stimmen, führten zum Konflikt mit dem SPD-Landesvorstand. Keil positionierte sich in der Auseinandersetzung mit folgender Behauptung: „Mit einer Einmütigkeit, wie sie selten in einer die Partei beschäftigenden großen Fragen geherrscht hat, steht die sozialdemokratische Arbeiterschaft Deutschlands auf dem selbstverständlichen Standpunkte, daß sie in dem großen Völkerringen in ihrem ureigensten Interesse den Schrecknissen einer feindlichen Invasion vorbeugen und den Sieg der deutschen Waffen wünschen und mit dazu beitragen muß, ihn herbeizuführen.“ In der Folge wurden die linken Redakteure aus der Schwäbischen Tagwacht herausgedrängt. Nachdem Keil zwischenzeitlich dort ausgeschieden war, wurde er vom württembergischen SPD-Landesvorstand am 4. November 1914 als Chefredakteur der Tagwacht eingesetzt. Eine innerparteiliche Auseinandersetzung mit der gegenseitigen Diffamierung auf Flugblättern und in Broschüren brach vom Zaun, in deren Folge sich der linke Parteiflügel in Württemberg schon 1915, nicht erst 1917 wie im Reich, abspaltete. Auch ein Vermittlungsversuch der Parteizentrale, an der auch Friedrich Ebert beteiligt war, scheiterte. Nach der Novemberrevolution schien sich zunächst ein politischer Schwenk des zur Parteirechten gehörenden Keil bemerkbar zu machen. So verkündete er am 21. Dezember 1918 in seiner Rede auf der außerordentlichen SPD-Landesversammlung unter großem Beifall der Delegierten, dass jetzt die Produktionsmittel in den Besitz der Gesellschaft übergeführt werden müssten, damit der Ertrag der Arbeit allen nützlichen Gliedern der Gesellschaft in gerechter Weise zukomme.

## Abgeordneter
Keil war von 1900 bis 1918 Landtagsabgeordneter in der Zweiten Kammer der Württembergischen Landstände. 1919/20 war er Mitglied und Präsident der Verfassunggebenden Landesversammlung des freien Volksstaates Württemberg. Anschließend gehörte er bis 1933 wieder dem Landtag an und war dort von 1919 bis 1933 Vorsitzender der SPD-Fraktion.
Dem Reichstag des Kaiserreiches gehörte Keil von 1910 bis 1918 für den Wahlkreis Württemberg 2 (Cannstatt, Ludwigsburg, Marbach, Waiblingen) an. 1919/20 gehörte er der Weimarer Nationalversammlung an. Anschließend war er bis 1932 erneut Reichstagsabgeordneter. Innerhalb der Reichstagsfraktion war er vor allem für den Bereich Finanzpolitik zuständig. Gemeinsam mit Matthias Erzberger (Deutsche Zentrumspartei) bereitete er die Finanzreform nach dem Ersten Weltkrieg vor. Er setzte dabei die Schaffung einer reichseinheitlichen Einkommensteuer, einer Vermögensabgabe und der Kriegsgewinnsteuer durch.
Nach dem Zweiten Weltkrieg war Keil Leiter der Kommunalvertretung in Ludwigsburg und Vorsitzender der Landrätekonferenz für Württemberg/Nordbaden. 1946 war er Mitglied und Präsident der Vorläufigen Volksvertretung, im Anschluss Mitglied der Verfassunggebenden Landesversammlung in Württemberg-Baden. Von 1946 bis 1952 war er Mitglied und während dieser Zeit von 1947 an Präsident des Landtages von Württemberg-Baden. In den Jahren von 1947 bis 1949 war er Mitglied des Parlamentarischen Rats beim Länderrat der Amerikanischen Zone.

## Ehrungen
Keil wurde 1950 mit der Ehrenbürgerwürde der Stadt Ludwigsburg ausgezeichnet. Nach ihm sind die Wilhelm-Keil-Schule in Remseck und die Wilhelm-Keil-Straße in Tübingen benannt. Aus der Hand von Bundespräsident Theodor Heuss empfing er 1951 das Große Verdienstkreuz mit Stern der Bundesrepublik Deutschland. 1965 erhielt er die Verfassungsmedaille des Landes Baden-Württemberg in Gold.
Wilhelm Keil war außerdem Ehrenbürger der Universitäten Stuttgart und Karlsruhe sowie Ehrensenator der Universität Heidelberg.

## Öffentliche Ämter
Keil war von 1921 bis 1923 Arbeits- und Ernährungsminister des freien Volksstaates Württemberg im Kabinett von Ministerpräsident Johannes von Hieber.

## Veröffentlichungen
- Das deutsche Volk im Kriege. Verlag der Ulmer Volksbuchhandlung, Ulm 1914.
- Die ersten Kriegssteuern und die Sozialdemokratie. Buchhandlung Vorwärts, Berlin 1916.
- Die Rettung aus dem finanziellen Elend. Verlag für Sozialwissenschaft, Berlin 1919.
- Deutschlands Finanzelend. Die Bankrottwirtschaft Helfferichs. Verlag der Schwäbischen Tagwacht, Stuttgart 1921.
- Die Einkommensteuer vom Arbeitslohn (Lohnsteuer). Auf der neuesten gesetzlichen Grundlage dargestellt und erläutert. Verlag der Schwäbischen Tagwacht, Stuttgart 1921.
- Die Finanz-Katastrophe. Kritik und Ratschläge zur Besserung der deutschen Finanzlage. Haase-Verlag, Kiel 1921.
- Wisst ihr das? Was mit der demokratischen Republik erreicht wurde. Eine kurze vergleichende Übersicht. Verlag J.H.W. Dietz Nachf., Berlin 1932.
- Christentum und Sozialismus. Kulturaufbau-Verlag, Stuttgart 1946.
- Erlebnisse eines Sozialdemokraten. Zwei Bände, Deutsche Verlags-Anstalt, Stuttgart 1947/48.
- Deutschland 1848–1948. Beiträge zur historisch-politischen Würdigung der Volkserhebung von 1848/49. Verlag Volkswille, Stuttgart 1948.
- Das Parlament. Verlag der Turmhausdruckerei, Stuttgart 1952.
- Abgeordnete – Parteien – Volk. Isar-Verlag, München 1952.
- Die großen Alten die mich fesselten. 1952.